# Cryptocephalus umbonatus
Cryptocephalus umbonatus är en skalbaggsart som beskrevs av Schaeffer 1906. Cryptocephalus umbonatus ingår i släktet Cryptocephalus och familjen bladbaggar. Inga underarter finns listade i Catalogue of Life.